# Підсилювач енергії
У ядерній фізиці підсилювач енергії є новим типом ядерного енергетичного реактора, підкритичним реактором, в якому енергійний пучок частинок використовується для стимуляції реакції, яка, у свою чергу, вивільняє достатньо енергії для живлення прискорювача частинок і залишає прибуток від енергії для вироблення енергії. Зовсім недавно ця концепція стала називатися системою, керованою прискорювачем (ADS) або підкритичним реактором, керованим прискорювачем.
Жодного ще ніколи не будували.

## Історія
Ця концепція приписується італійському вченому Карло Руббіа, лауреату Нобелівської премії з фізики елементарних частинок і колишньому директору європейської міжнародної лабораторії ядерної фізики CERN. Він опублікував пропозицію енергетичного реактора на основі протонного циклотронного прискорювача з енергією пучка від 800 МеВ до 1 ГеВ і мішені з торієм як паливом і свинцем в якості теплоносія. Схема Руббіа також запозичена з ідей, розроблених групою під керівництвом фізика-ядерника Чарльза Боумена з Лос-Аламосської національної лабораторії

## Принцип і доцільність
Підсилювач енергії спочатку використовує прискорювач частинок (наприклад, лінійний прискорювач, синхротрон, циклотрон або FFAG) для створення пучка високоенергетичних (релятивістських) протонів. Промінь спрямований, щоб врізатися в ядро мішені важкого металу, наприклад, свинцю, торію або урану. Непружні зіткнення між протонним пучком і мішенню призводять до сколювання, яке створює від двадцяти до тридцяти нейтронів за подію. Можна було б збільшити потік нейтронів за рахунок використання нейтронного підсилювача, тонкої плівки матеріалу, що ділиться, що оточує джерело сколювання; запропоновано використання нейтронного підсилення в реакторах CANDU. Хоча CANDU є проектом з критичним станом, багато концепцій можна застосувати до підкритичної системи. Ядра торію поглинають нейтрони, таким чином розмножуючи подільний уран-233, ізотоп урану, який не зустрічається в природі. Повільні нейтрони здійснюють поділ U-233, вивільняючи енергію.
Ця конструкція цілком правдоподібна з наявною на даний момент технологією, але вимагає додаткового вивчення, перш ніж її можна буде оголосити як практичною, так і економічною.
Проект OMEGA (англ. option making of extra gain from actinides and fission products, オメガ計画) вивчається як одна з методологій системи, керованої прискорювачем (ADS) в Японії.
Річард Гарвін і Георгій Харпак детально описують підсилювач енергії у своїй книзі «Мегавати і мегатони: поворотний момент у ядерну епоху?» (2001) на сторінках 153—163.
Раніше загальна концепція підсилювача енергії, а саме підкритичного реактора з прискорювачем, була висвітлена у «Друга ядерна ера» (1985), сторінки 62–64, Елвіна М. Вайнберга та інших.

## Переваги
Концепція має кілька потенційних переваг перед звичайними ядерними реакторами поділу:
- Підкритична конструкція означає, що реакція не може розігнатись — якщо щось пішло не так, реакція зупиниться, і реактор охолоне. Однак може статися розплавлення активної зони ядерного реактора, якщо здатність охолоджувати активну зону втрачена.
- Торій наявний у великій кількості — його набагато більше, ніж урану, — що зменшує стратегічні та політичні проблеми постачання та усуває дороге й енергоємне розділення ізотопів. Торію достатньо для вироблення енергії протягом щонайменше кількох тисяч років при поточних темпах споживання.[6]
- Підсилювач енергії виробляв би дуже мало плутонію, тому вважається, що його конструкція більш стійка до розповсюдження ядерної зброї[en], ніж звичайна ядерна енергетика (хоча питання про уран -233 як матеріал для ядерної зброї необхідно ретельно оцінити).
- Існує можливість використання реактора для споживання плутонію, зменшуючи світові запаси дуже довгоживучого елемента.
- Утворюється менше довгоживучих радіоактивних відходів — через 500 років вони розпадуться до рівня радіоактивності золи вугілля.
- Нова наука не потрібна; всі технології створення підсилювача енергії були продемонстровані. Побудова підсилювача енергії вимагає лише інженерних зусиль, а не фундаментальних досліджень (на відміну від пропозицій щодо ядерного синтезу).
- Виробництво електроенергії може бути економічним порівняно з поточними проектами ядерних реакторів, якщо враховувати загальний паливний цикл і витрати на зняття з експлуатації.
- онструкція могла б працювати у відносно невеликих масштабах і має потенціал для слідування за навантаженням шляхом модуляції протонного променя, що робить його більш придатним для країн без добре розвиненої  електромережі.
- Невід'ємна безпека[en] та безпечне транспортування палива можуть зробити технологію більш придатною для країн, що розвиваються, а також у густонаселених районах.
- При бажанні Ядерна трансмутація може бути використана навмисно (а не як неминучий наслідок ядерного поділу та нейтронного опромінення) або для перетворення високоактивних відходів[en] (наприклад, довгоживучих продуктів поділу[en] або мінорних актинідів[en]) у менш шкідливі речовини для виробництва радіонуклідів для використання в ядерній медицині або для виробництва дорогоцінних металів з дешевої сировини.
- Нижня частка запізнілих нейтронів при поділі 239
Pu в порівнянні з 235
U, яка перешкоджає використанню палива, що містить плутоній, у критичних реакторах (які повинні працювати у вузькій смузі потоку нейтронів між миттєвою критичністю і відкладеною критичністю, не викликає занепокоєння, оскільки жодної критичності будь-якого виду не досягається або необхідно
- У той час як ядерна переробка стикається з проблемою того, що MOX-паливо не може бути перероблено для використання в сучасних легководних реакторах, оскільки концентрація реакторного плутонію[en] в подільних ізотопах не досягається через домішки 240
Pu, які перевищують допустимі рівні, всі подільні та придатні для відтворення ізотопи актиноїдів можуть бути «спалені» в підкритичному реакторі, таким чином закриваючи ядерно-паливний цикл без потреби в реакторах-розмножувачах на швидких нейтронах.

## Недоліки
- Кожен реактор потребує свого власного обладнання (прискорювача частинок), щоб генерувати протонний пучок високої енергії, що дуже дорого. Крім лінійних прискорювачів частинок, які є дуже дорогими, жодного прискорювача протонів достатньої потужності та енергії (> ~12 MW при 1 GeV) ніколи не було створено. На даний момент Spallation Neutron Source[en] використовує протонний промінь 1.44 MW для виробництва своїх нейтронів, з модернізацією до 5 MW.[7] Його вартість 1.1 billion USD включала дослідницьке обладнання, непотрібне для комерційного реактора. Економія за рахунок масштабу може вплинути, якщо прискорювачі частинок (які в даний час лише рідко створюються з вищезгаданими перевагами, а потім лише для дослідницьких цілей) стануть більш «земною» технологією. Подібний ефект можна спостерігати, якщо порівнювати вартість Манхеттенського проекту аж до будівництва Чиказької дровітні-1 з витратами наступних дослідницьких або енергетичних реакторів.
- Паливний матеріал потрібно вибирати ретельно, щоб уникнути небажаних ядерних реакцій. Мається на увазі повномасштабна установка з переробки ядерного палива, пов'язана з підсилювачем енергії.[8]
- Якщо з будь-якої причини потік нейтронів перевищує проектні специфікації достатньо, щоб збірка досягла критичності, може статися аварія критичності або зміна потужності. На відміну від «звичайного» реактора, механізм аварійного захисту[en] вимагає лише «вимкнення» джерела нейтронів, що не допоможе, якщо постійно виробляється більше нейтронів, ніж поглинається, оскільки не передбачено швидке збільшення поглинання нейтронів, наприклад, шляхом введення нейтронної отрути.
- Використання свинцю в якості теплоносія має недоліки, подібні до тих, які описані в статті про реактори на швидких нейтронах зі свинцевим теплоносієм.
- Багато з нинішніх джерел нейтронів на основі сколювання, які використовуються для досліджень, є «імпульсними», тобто вони забезпечують дуже високі потоки нейтронів протягом дуже короткого часу. Для енергетичного реактора бажаний менший, але більш постійний потік нейтронів. European Spallation Source буде найпотужнішим джерелом нейтронів у світі (вимірюється піковим потоком нейтронів), але буде здатний лише до дуже коротких (порядку мілісекунд) імпульсів.